# João Pedro & Cristiano
João Pedro & Cristiano são uma dupla de música sertaneja formada em Miguelópolis. Começaram a cantar juntos em 1991 e possuem entre seus sucessos músicas como: "Vida Cigana", "Pé direito, pé esquerdo", "Volta de uma vez", "Era só pra ficar", "Medida exata", entre outras.
A dupla começou a fazer sucesso cantando em barzinhos e quermesses da cidade de Miguelópolis. Em 1995 com muito trabalho conseguiram gravar o primeiro disco da dupla. No ano de 1997 a dupla entrou para o clube da viola e conseguiu entrar nos quatro primeiros discos, em 1999 chegaram a fazer sucesso nas principais rádios do Brasil com a musica "vida cigana" e ganharam um  contrato de uma das melhores gravadoras do mundo Warner Music Brasil, com o contrato da gravadora João Pedro & Cristiano deixaram o clube da viola em 2001. Em 2007 conseguiram gravar o primeiro DVD em Ribeirão Preto e foi lançado em 2008. Em 2009 fizeram um novo álbum Amor Verdadeiro na nova gravadora a Talismã (gravadora do cantor Leonardo) e fizeram sucesso com a música "Esperando Ela Chegar".  Em 2011 a dupla fez uma turne no país "João Pedro & Cristiano - 20 anos", mostrando os maiores sucessos e suas músicas novas: "Ta Faltando Você", "Não Pode Negar", "Astronauta de Mármore", "Aquele Amor Que Faz Gostoso" e "É Sério". Ainda em 2012 sairá o segundo DVD com uma tecnologia mais inovadora.

## Discografia
- Volume 1 (1995)
- Vida Cigana (2000)  Brasil (ABPD):   Ouro
- Desejo de Amor (2003)  Brasil (ABPD):   Ouro
- Tudo Outra Vez (2004)
- Acústico - Ao Vivo (2007)
- Amor Verdadeiro (2009)
- As Melhores (2011)
- No Meu Apê (2012)
- Por Toda Vida - ao vivo (2013)[5]

## Turnês
- João Pedro & Cristiano - 20 anos (2011)

## Singles
| Ano  | Sigles                                    | Paradas musicais | Álbum                  | Certificação |
| ---- | ----------------------------------------- | ---------------- | ---------------------- | ------------ |
| 1995 | Quem Tem Saudade                          | -                | Volume 1               | -            |
| 1997 | Festa do Peão                             | -                | Clube da Viola (Vol 1) | -            |
| 1998 | Forró Em Goiás                            | -                | Clube da Viola (Vol 2) | -            |
| 1999 | Vida Cigana                               | 48               | Clube da Viola (Vol 2) | Ouro         |
| 2000 | Volta de Uma Vez                          | 52               | Clube da Viola (Vol 3) | Ouro         |
| 2000 | Pé Direito, Pé Esquerdo                   | -                | Clube da Viola (Vol 3) | -            |
| 2001 | Medida Exata                              | 62               | Vida Cigana            | -            |
| 2001 | Tudo Outra Vez                            | -                | -                      | ouro         |
| 2003 | Ai Amor                                   | -                | -                      | -            |
| 2004 | Toma Conta de Mim                         | -                | Tudo Outra Vez         | -            |
| 2004 | Por Toda a Vida                           | -                | Tudo Outra Vez         | -            |
| 2005 | Era Só Pra Ficar                          | -                | -                      | -            |
| 2007 | Saudade Matadeira                         | -                | -                      | -            |
| 2009 | Esperando Ela Chegar                      | -                | Amor Verdadeiro        | -            |
| 2009 | Amor Verdadeiro                           | -                | -                      | -            |
| 2010 | Alucinação                                | -                | -                      | -            |
| 2010 | Aquele Amor Que Faz Gostoso               | -                | -                      | -            |
| 2011 | Não Pode Negar                            | -                | -                      | -            |
| 2011 | Tá Faltando Você                          | -                | -                      | -            |
| 2011 | É Sério                                   | -                | -                      | -            |
| 2011 | Flash Back                                | -                | -                      | -            |
| 2012 | No Meu Apê                                | -                | No Meu Apê             | -            |
| 2012 | Cheveteira Turbinada                      | -                | No Meu Apê             | -            |
| 2012 | Eu Duvido (part: Eduardo Costa)           | -                | -                      | -            |
| 2013 | Tempo de Voltar Atrás                     | -                | -                      | -            |
| 2015 | Bruto e Capiau (Part: Carreiro & Capataz) | -                | -                      | -            |